# Elecciones estatales de San Luis Potosí de 1985
Las elecciones estatales de San Luis Potosí de 1985 se llevó a cabo en dos jornadas diferentes. La primera de ellas el domingo 7 de julio de 1985, simultáneamente con las elecciones federales, y en ellas se renovaron los cargos elección popular.
- Gobernador de San Luis Potosí. Titular del Poder Ejecutivo del Estado, electo para un período de seis años no reelegibles en ningún caso. El candidato electo fue Florencio Salazar Martínez, cuando fue un grave popular de elección del Terremoto de 1985.
- 42 Diputados al Congreso del Estado. Electos por cada uno de los Distritos Electorales en Representación Proporcional de una mayoría relativa.

Y la segunda el domingo 1 de diciembre en que se eligió.
- 56 Ayuntamientos Formados por un Presidente Municipal y regidores, electo para un período de 3 años no reelegibles en ningún período inmediato.

## Resultados electorales

### Gobernador
- Florencio Salazar Martínez  Hecho

### Ayuntamientos

#### San Luis Potosí
- Guillermo Medina de los Santos  Hecho

#### Soledad Diez Gutiérrez
- Tomás Galarza Navarro  Hecho

#### Mexquitic de Carmona
- Raymundo Rangel Sifuentes  Hecho

#### Cerro de San Pedro
- Alejandro Loredo Loredo  Hecho

#### Ciudad Valles
- Miguel Romero Ruiz Esparza  Hecho

#### Tamuín
- Jorge Franco Tinajero  Hecho

#### Matehuala
- Pascual Gallegos Montalvo  Hecho

#### Río Verde
- Irene Martínez de Rivera  Hecho

#### Santa María del Río
- José Luis Castillo Barrientos  Hecho

#### Xilitla
- José Adrián Martínez Agustín  Hecho